# (389578) 2011 AP73
(389578) 2011 AP73 es un asteroide perteneciente al cinturón de asteroides, descubierto el 1 de febrero de 2010 por Wide-field Infrared Survey Explorer desde el telescopio espacial Wide-Field Infrared Survey Explorer (WISE), Estados Unidos.

## Designación y nombre
Designado provisionalmente como 2011 AP73.

## Características orbitales
(389578) 2011 AP73 está situado a una distancia media del Sol de 3,117 ua, pudiendo alejarse hasta 3,660 ua y acercarse hasta 2,573 ua. Su excentricidad es 0,174 y la inclinación orbital 25,984 grados. Emplea 2009,61 días en completar una órbita alrededor del Sol.
Los próximos acercamientos a la órbita de Júpiter ocurrirán el 15 de junio de 2068, el 28 de abril de 2140 y el 28 de diciembre de 2150.
Pertenece a la familia de asteroides de (31) Euphrosyne.

## Características físicas
La magnitud absoluta de (389578) 2011 AP73 es 15,46. 